# Galt Football Club
Galt Football Club était une équipe canadienne de soccer, basée à Galt, actuellement Cambridge, en Ontario. Cette équipe est connue pour avoir remporté les Jeux olympiques 1904.

## Historique
Fondé en 1881 ou 1882, Galt a été un des grands clubs historiques du soccer canadien. Le premier titre de cette équipe est la Coupe de l'Ontario 1901. Il la remporta en 1902 et en 1903. En 1903, Galt FC réalise un tour du Manitoba : en 25 jours, 17 matchs ont lieu pour 16 victoires et un match nul, 46 buts inscrits contre 2 encaissés. Ce triomphe lui permit d'être inscrit aux Jeux olympiques 1904. 
Galt FC représente le Canada lors de cette olympiade. Dirigé par Louis Blake Duff, il réussit à battre les deux clubs américains Christian Brothers College (en) (7-0) et St. Rose Parish (4-0), remportant la médaille d'or,.
Il est entré dans le temple de la renommée de Canada Soccer (en) en 2004, pour célébrer le centenaire de la médaille d'or obtenue par Galt FC.

## Joueurs

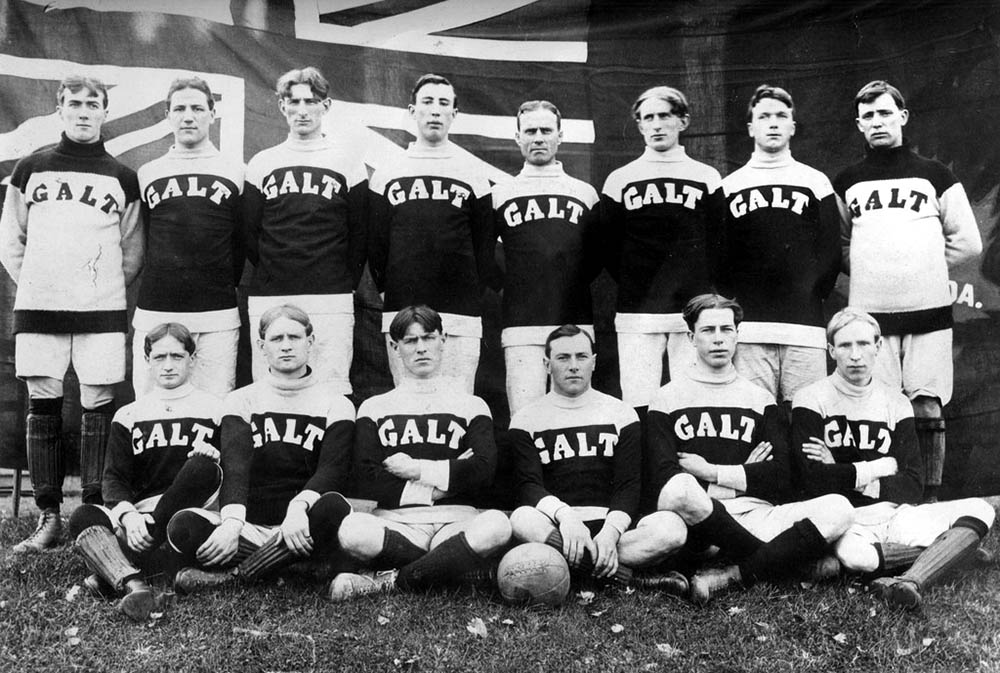
L'équipe de Galt aux Jeux olympiques.

Voici la liste des médaillés olympiques : 
Ernest Linton, George Ducker, John Gourlay, John Fraser, Albert Johnson, Robert Lane, Thomas Taylor, Frederick Steep, Alexander Hall, Gordon McDonald, William Twaits, Albert Henderson, Otto Christman. Entraîneur : Louis Blake Duff